# G-Saviour
G-Saviour (ジーセイバー Jī seibā?) es un telefilme a Imagen real perteneciente a Gundam, la legendaria franquicia Mecha de los estudios Sunrise. G-Saviour fue producida de forma conjunta entre Sunrise (el estudio de animación creador de Gundam) y la compañía cinematográfica independiente Polestar Entertainment. La película fue transmitida en Japón a través de la televisora TV Asahi y a través de sus estaciones ANN el 29 de diciembre de 2000.

## Argumento
El año es el 0223 de la era Universal Century. La Federación Terrestre ha colapsado, pero ha restaurado su dominio sobre varios de sus antiguos territorios. Las colonias espaciales se han desprendido de su pasado colonial, autodenominándose como asentamientos independientes. En medio de este nuevo escenario político, dos facciones han surgido: El Congreso de Naciones Asentadas (CONSENT), compuesta por las antiguas colonias 2, 3, 5, 6, 7, y sus naciones matrices, y Liga por la libertad de Asentamientos, compuestas por las colonias 1, 4, y varias Ciudades Lunares. CONSENT sufre de una crisis de escasez de alimentos, mientras que la Liga por la Libertad de Asentamientos tiene capacidad agrícola para alimentarse a sí misma, y por lo tanto, no se ve afectada por la escasez de alimentos de CONSENT. En la colonia no alineada Side 8 se desarrollan tecnologías agrícolas. Como esta es una colonia neutral, CONSENT la invade para apoderarse de su tecnología agrícola a la fuerza para resolver su propia crisis de alimentos, o destruirla, a menos que ex-piloto de CONSENT Marck Curran pueda detenerlos.

## Reparto
- Mark Curran - Brennan Elliott (Doblaje japonés: Haruhiko Kato)
- Cynthia Graves - Enuka Okuma (Ryoko Shinohara)
- Mimi Devere - Catarina Conti (Yumi Takada)
- Lieutenant Colonel Jack Halle - David Lovgren (Takaya Hashi)
- General Garneaux - Kenneth Welsh (Russell Ishii)
- Dieter - Alfonso Quijada (Takayasu Komiya)
- Kobi - Taayla Markell (Rei Sakuma)
- Chief Councilor Graves - Blu Mankuma (Kenji Utsumi)ó
- Philippe San Simeone - Hrothgar Mathews (Toshihiko Kojima)
- Simmons - Brendan Beiser (Kenichi Ono)
- Dagget - Marlowe Dawn (Emi Shinohara)
- Lieutenant Tim Holloway - Peter Williams (Naoki Bandō)
- Barkeep - Christopher Shyer (Kiyoyuki Yanada)

## Producción
Los actores que participaron en la película fueron en su mayoría canadienses. La película fue doblada a idioma japonés. La película fue estrenada en el año 2000 junto con la serie Turn-A Gundam para conmemorar el vigésimo (20 aniversario) de la franquicia Gundam.
G-Saviour es la única producción de la franquicia Gundam que no lleva la palabra "Gundam" en su título, ni es mencionada durante la película este fue el segundo intento de hacer una producción de Gundam a Imagen real. ( después del videojuego interactivo de 1997 Gundam 0079: The War for Earth).

## Videojuego
En el ano 2000, Sunrise Interactive produjo un videojuego de PS2 de G-Saviour para promocionar el estreno del filme en televisión japonesa. El juego está ambientado después de los sucesos acontecidos en el filme, y tiene por protagonista a Red Fox, un piloto del escuadrón relámpago de los Illuminati. El General Bais, está desarrollando el "Proyecto Raven", el cual mejorara el poder militar de CONSENT,. La misión de Red y los Iluminati es evitar que esto suceda. EL juego se caracteriza por tener más mobile suits que en la película y por tener más fluidez en sus gráficos.

## Música

### Lista de las Canciones
1. "G-Saviour Theme" - Ikihiro - 02:37
2. "Main Theme" - John Debney y Louis Febre - 03:50
3. "Rescue" - John Debney y Louis Febre - 05:35
4. "Invader" - John Debney y Louis Febre - 04:56
5. "Bio-Luminescence" - John Debney y Louis Febre - 05:23
6. "Flight" - John Debney y Louis Febre - 03:11
7. "Escape" - John Debney y Louis Febre - 04:29
8. "Illuminati" - John Debney y Louis Febre - 03:11
9. "G-Saviour" - John Debney y Louis Febre - 01:10
10. "Wounded Heart" - John Debney y Louis Febre - 06:17
11. "Romance" - John Debney y Louis Febre - 01:27
12. "Misfire" - John Debney y Louis Febre - 02:54
13. "MS Battle" - John Debney y Louis Febre - 06:36
14. "G-Saviour Advance" - John Debney y Louis Febre - 10:57
15. "Declaration of Independence" - John Debney y Louis Febre - 02:33
16. "To Earth" - John Debney y Louis Febre - 01:57
17. "New History - John Debney y Louis Febre - 03:06
18. "Orb" - Emily - 04:25

## Otras apariciones
El robot G-Saviour apareció en el episodio 8 de la serie animada Gundam Build Fighters, pero es rápidamente destruido por el Hyaku Shiki de Nils Nielsen.